# Ла Капитал (департамент)
Ла Капитал е департамент в Аржентина, разположен в провинция Санта Фе с обща площ 3055 км2 и население 630 538 души (2007). Главен град е Санта Фе.

## Административно деление
Департаментът е съставен от 28 общини.